# Oneux (Durbuy)
Pour les articles homonymes, voir Oneux.
Oneux est un hameau de la commune belge de Durbuy situé en Région wallonne dans la province de Luxembourg.
Avant la fusion des communes, il faisait partie de la commune de Borlon.

## Situation
Le hameau se situe sur un plateau prolongeant le versant sud de la vallée du Néblon. Les localités les plus proches sont Amas, Ocquier, Jenneret et Borlon.

## Description
La plupart des maisons, fermes et fermettes sont construites en pierre calcaire. Quelques-unes sont bâties en brique.
Au sud-ouest du hameau, dans le chemin de la Croix de Pierre, se trouve un ravissant petit château du XVIIIe siècle  dont la façade en pierre calcaire est partiellement recouverte de lierre.